# 黑社會.com
《黑社會.com》是一部香港电影，2000年上映。这部电影由羅舜泉担任导演。因為當時正值互聯網泡沫，所以決定拍下這電影，但與《.com》並無關係。評價也不是太好。

## 剧情
王朝、阿忠和湯丸華在圍村長大，望有一天作上油尖旺話事人，王堅為一個小警官，不停反對王朝做油尖旺話事人，因此和他不和。
一天，王朝、阿忠Andy華救了一個江湖猛人「殺人王」，因此他為了報答他們而帶他們去油尖旺混。
一次，王朝、阿忠和Andy華被殺人王教訓，他打算把他們的牙鑽下來，但殺人王誤被電死，當王朝、阿忠和湯丸華被殺人王手下殺死時，一個江湖老大宋正救了他們，並把他們捧為油尖旺話事人，但他們並不知道，他們已經掉進了宋正的陷阱了...

## 演員表

### 主要角色
| 演員   | 角色   | 粵語配音                | 備註 |
| 李修賢 | 王堅   | 李修賢                  | 表面上為警司，實為警員 王朝同父異母之兄，與其不和 最后拘捕宋正                                                                                           |
| 張耀揚 | 宋正   | 羅偉傑                  | 本片終極大反派 江湖老大 王朝之大佬，后反目 表面上欣賞王朝，實為陷害其 龍叔之手下 殺害龍叔 最后被王堅拘捕                                                 |
| 呂頌賢 | 王朝   | 呂頌賢                  | 小混混 阿忠、Andy華之好友 王堅同父異母之弟，與其不和 宋正之手下，后反目 最后欲槍殺宋正，但因被王堅阻止而失敗，后因要躲避宋正手下而和Andy華、阿忠一起逃亡 |
| 葉佩雯 | mimi   |                         | 暗戀王朝，但被其拒絕 后和宋正成為好友，但被其陷害 最后下場不明                                                                                           |
| 吳毅將 | 殺人王 | 吳毅將 / 古明華（部分） | 江湖猛人 王朝、阿忠Andy華之大佬 宋正之天敵 因被王朝、阿忠Andy華救走而收他們為小弟 最后因王朝、阿忠Andy華偷走自己的錢而把打算他們的牙鑽下來，但誤被電死   |

### 其他演員
| 演員   | 角色     | 粵語配音 | 備註 |
| 李兆基 | 龍叔     | 古明華   | 天地會老大 宋正之老大，因反對其賣毒品而與其反目 最后被宋正槍殺                                             |
| 吳志雄 | 拳館老板 | 古明華   | 安排阿忠成為金牌打手                                                                                       |
| 成奎安 | mimi親兄 | 古明華   | 王朝、阿忠和Andy華之前大佬 因前往油尖旺而成為他們的前大佬 最后被王朝、阿忠和Andy華要求幫他們逃亡，下場不明 |
| 夏占士 | 未具名   | 古明華   | 打手 殺人王手下                                                                                            |
| 陳惠敏 | 敏哥     | 潘文柏   | 本片反派 和宋正賣毒品並和他誣陷王朝殺害龍叔 最后被王朝趕走，下場不明                                       |
| 劉冠伸 | Andy華   | 潘文柏   | 小混混 王朝、阿忠之好友 殺人王之手下 最后因要躲避宋正手下而和王朝、阿忠一起逃亡                            |
| 金沛晟 | 阿忠     | 羅偉傑   | 小混混 目標成為金牌打手 殺人王之手下 最后因要躲避宋正手下而和王朝、Andy華一起逃亡                          |
| 羅蘭   | 婆婆     | 羅蘭     | 殺人王的嫲嫲 後因為殺人王被仇家追殺而被其提及下年會回來探訪自己                                            |